# NGC 6430
NGC 6430 (również PGC 60805 lub UGC 10966) – galaktyka spiralna (Sab), znajdująca się w gwiazdozbiorze Herkulesa. Odkrył ją Albert Marth 2 czerwca 1864 roku.
W galaktyce tej zaobserwowano supernową SN 2012ea.